# SoftBank 3G USIMカード
SoftBank 3G USIMカード（ソフトバンク スリージー ユーシムカード）は、ソフトバンクのSoftBankブランド(旧・ソフトバンクモバイルが2015年3月31日以前から提供しているサービス)による、第3世代移動通信システムサービス『SoftBank 3G』で使われているUIMカードの一種。
ボーダフォン旧日本法人がVodafone Global StandardおよびVodafone 3G用に投入したVodafone Global Standard USIMカードの後身となる。

## 概要
SoftBank 3G USIMカードは、電話番号情報が記録されているICカードである。
電話帳、SMSを保存することができる。
SoftBank 3Gでは、USIMカードを差し替えることで、別の携帯電話機でも自分の電話番号で利用することができる。但し、iPhone、ディズニー・モバイル、イー・アクセスとのMVNO重畳契約用データUSIM（それぞれバラになっているものと1枚になっているもののいずれも）、2010年冬モデル以降のスマートフォン、デジタルフォトフレームなどのモジュール契約、みまもりケータイ/2、みまもりホームセキュリティではそれぞれ専用のUSIMとなり、一部の機種を除いて別の端末での使用が出来ない。
USIMカード未挿入の状態でSoftBank 3G端末の電源を入れた場合、端末全体にロックがかかり、電源オフ以外の操作が一切行えなくなる。また、画面には「USIMカード未挿入です。電源OFF後、USIMカードを挿入してください。」と表示される。
また、iPhone 4/4SやiPad 2では、通常のiPhone 3G/3GSで使っているのとは別に、microSIMと呼ばれる小型のものを、iPhone 5ではnanoSIMと呼ばれるさらに小型のものを採用している。
後に、SoftBank スマートフォンやデータ端末などでも、microやnanoサイズのものが順次採用されているが、2015年現在、フィーチャーフォンに使用されるものは、いわゆる「ガラホ」を除けば、標準サイズを使用するもののみとなっている(このため、旧プリモバイル用のUSIMカードも標準サイズのみ存在する。旧プリスマ用は標準、micro、nano共に存在する)。いわゆる「ガラホ」に用いられるUSIMカードは、これまでのものは別途のnanoサイズとなる見通し。

### カードの色
一般契約用はシルバー、iPhone 3G専用のものは黒、後述のプリペイドUSIMカードおよびデータ通信UIMカード(Dual)は白となっている。
2009年から開始された、「データ定額ボーナスパック」（イー・モバイルのMVNO契約UIMである「データ通信(A)定額USIMカード」と、SBM自前契約用UIM「データ通信(B)従量USIMカード」の2枚セットで構成されているが、基本料が高額になるのを承知であればバラでの契約も可能）契約専用カードと「フォトビジョンライトプラン」契約に用いられる「モジュール用USIMカード」については、上述のものとはそれぞれ別のものを採用している。また、2010年冬モデル以降のスマートフォン（SoftBank スマートフォン）についても同様に別のものを採用した。NFC決済機能対応の端末でつかう場合は、さらに別のUIMカードに交換が必要になる。
製造元は、「SoftBank 3G USIMカード(GEM)」・「プリペイドUSIMカード(G&D)」のように、台紙に括弧書きで略称3文字が記載されている。
なお、VGS USIMカードはVodafoneのシンボルカラーである赤であった（当時3Gを契約したユーザーへは、特に交換する理由・事情が無ければ、このカードを現在も使用している）。
SIMフリーのメーカーブランド端末などの持ち込み新規契約の場合は、上述のUSIMカードとは別モノである「マルチUSIMカード(F)」と称するカードが発行される。

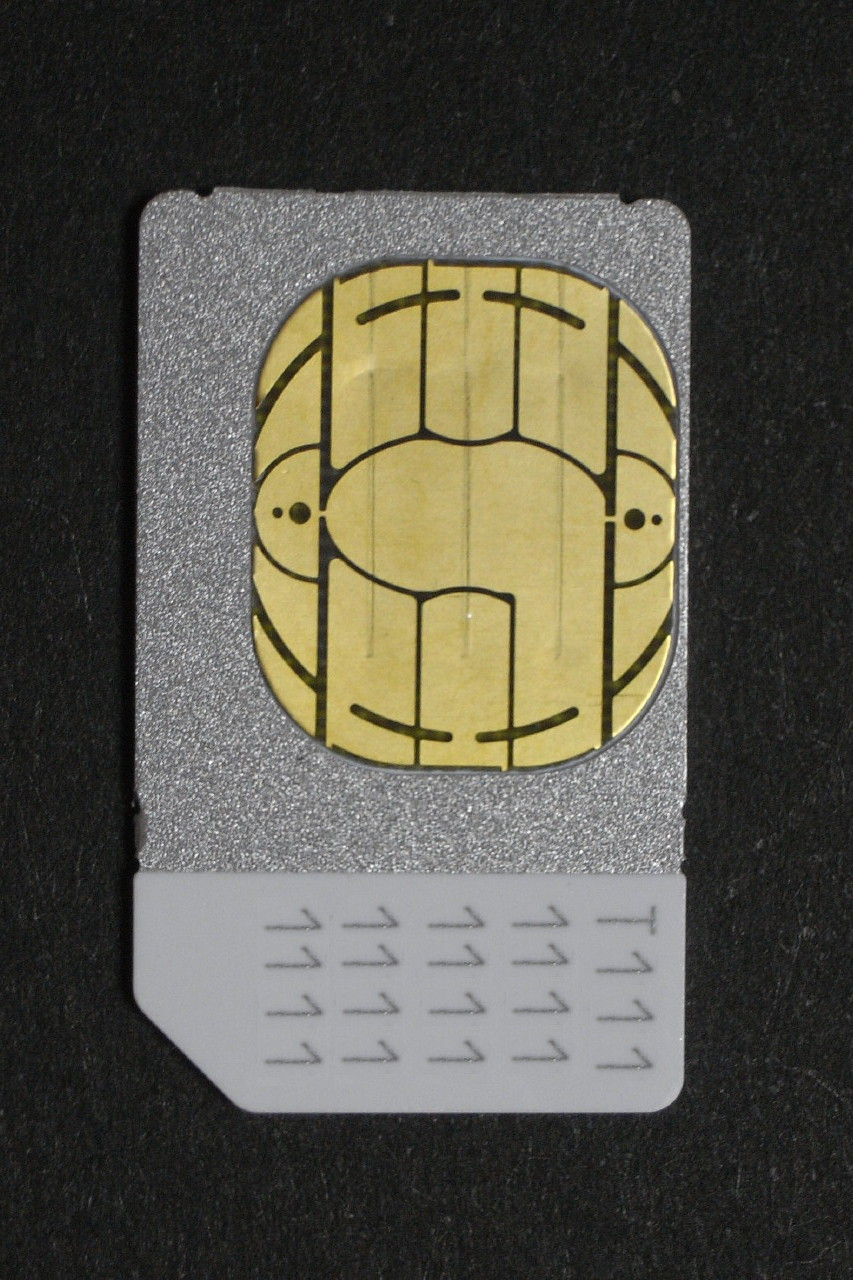
SoftBank 3G USIMカード(GEM) （リーダー読み取り側）
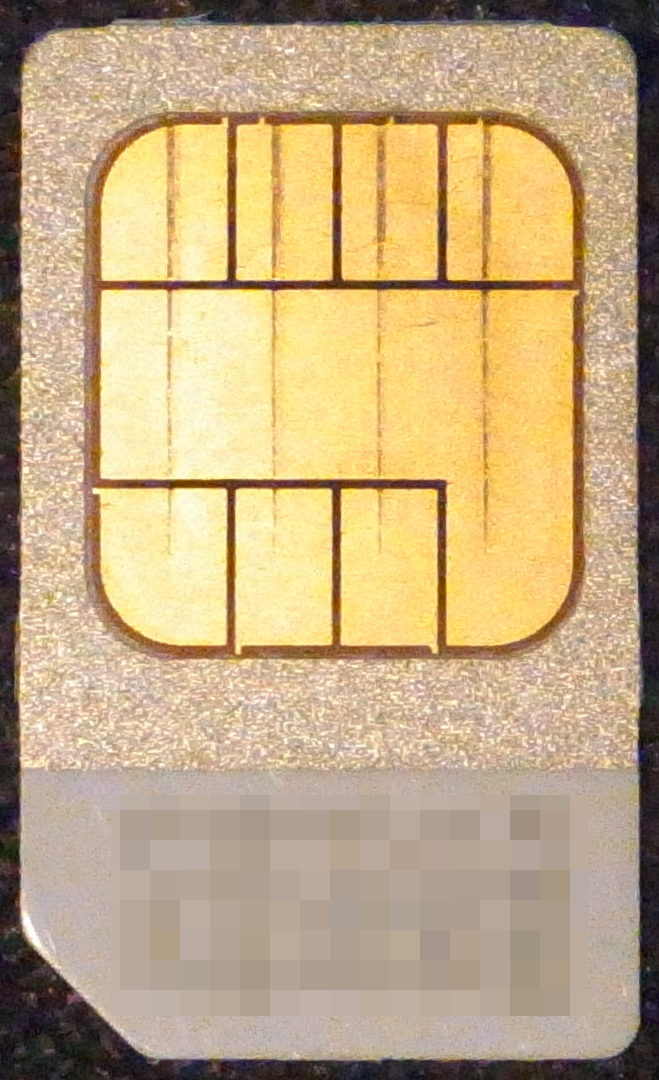
SoftBank 3G USIMカード
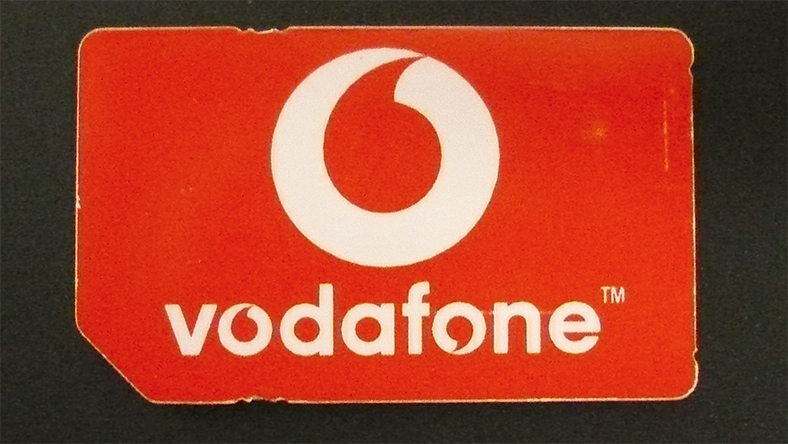
Vodafone Global Standard USIMカード
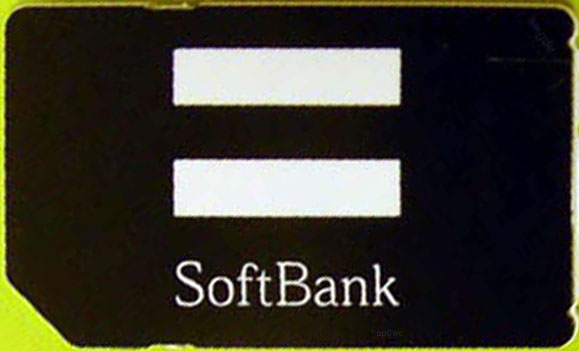
iPhone 3G用Softbank USIMカード
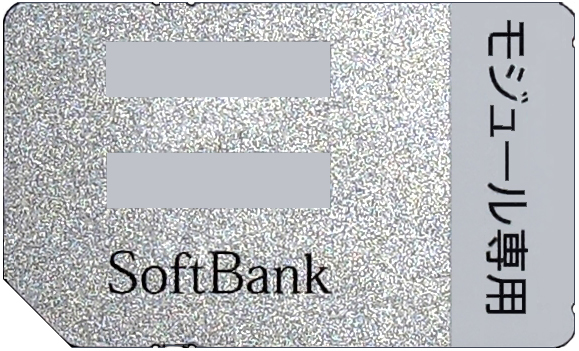
モジュール専用USIMカード
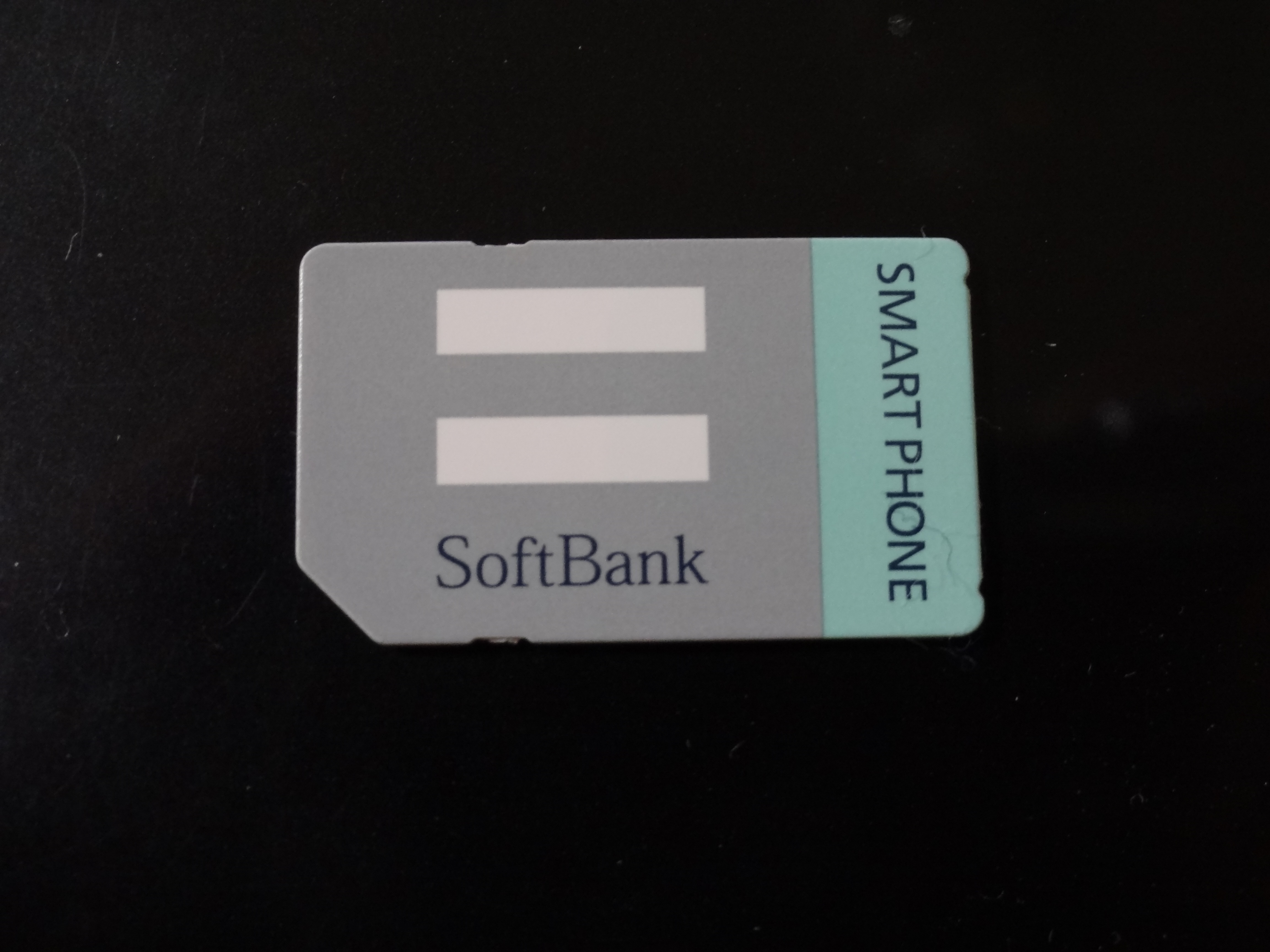
SoftBank スマートフォン用USIMカード
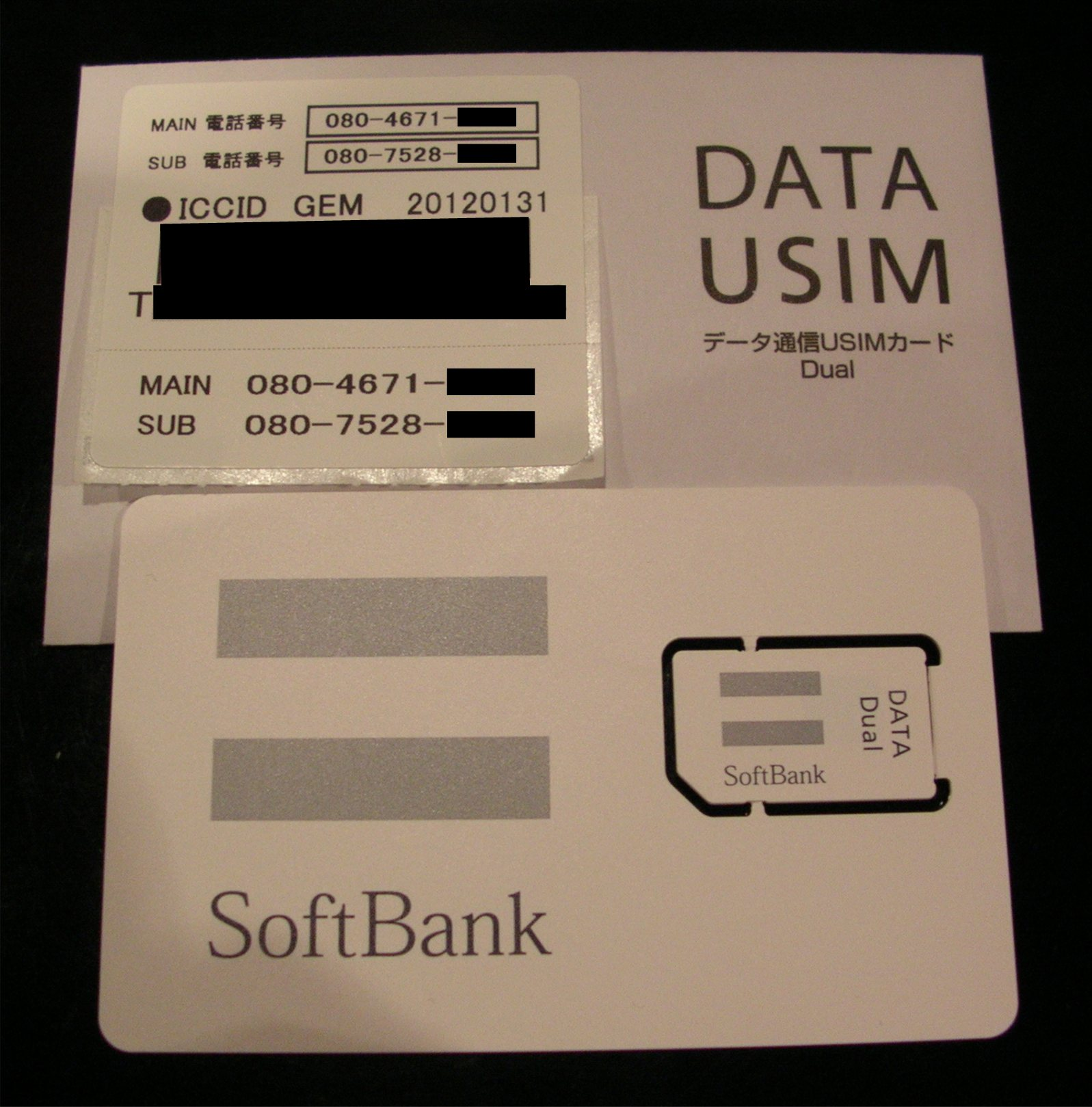
データ通信用USIMカード Dual
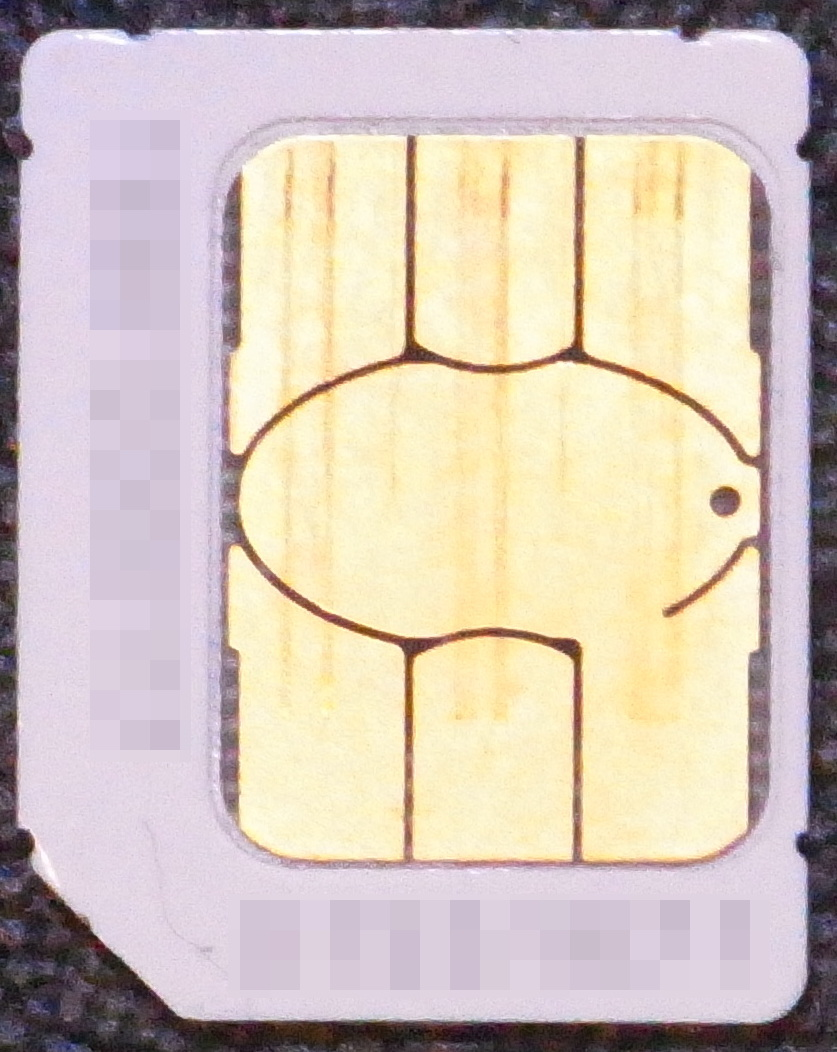
スマートフォン用マイクロUSIMカード
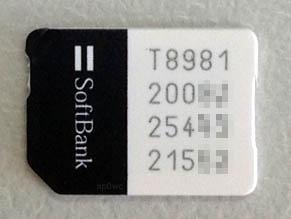
iPhone 5用USIM(nanoSIM)カード
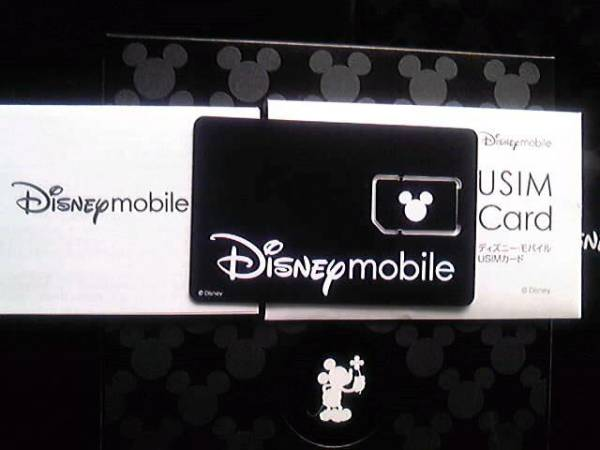
ディズニーモバイル用USIMカード
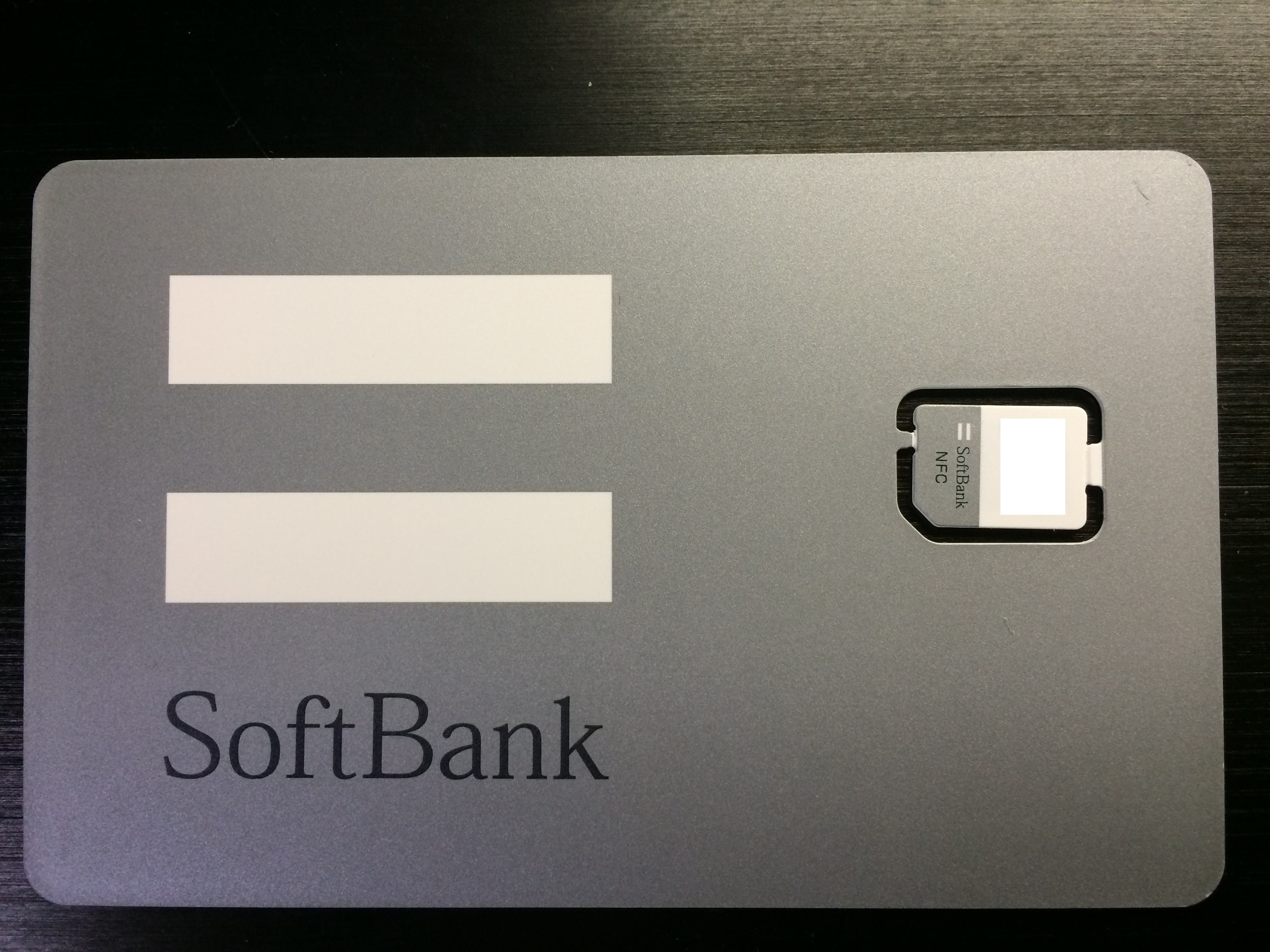
NFC決済対応nanoUSIMカード

### プリペイドUSIMカード
3Gプリペイドサービスであるシンプルスタイル用のUSIMカードには、Prepaidの表示がなされており、プリペイドUSIMカードとして区別される。プリペイドUSIMカードの場合は、国外ローミングが出来ないなどの制限が加えられる。詳細は、プリモバイル等を参照。

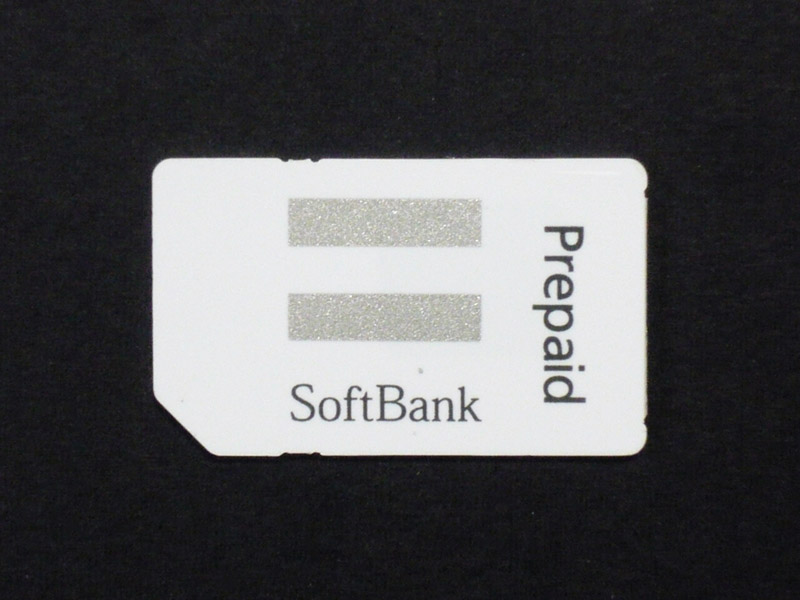
シンプルスタイル・3G用標準サイズUSIMカード
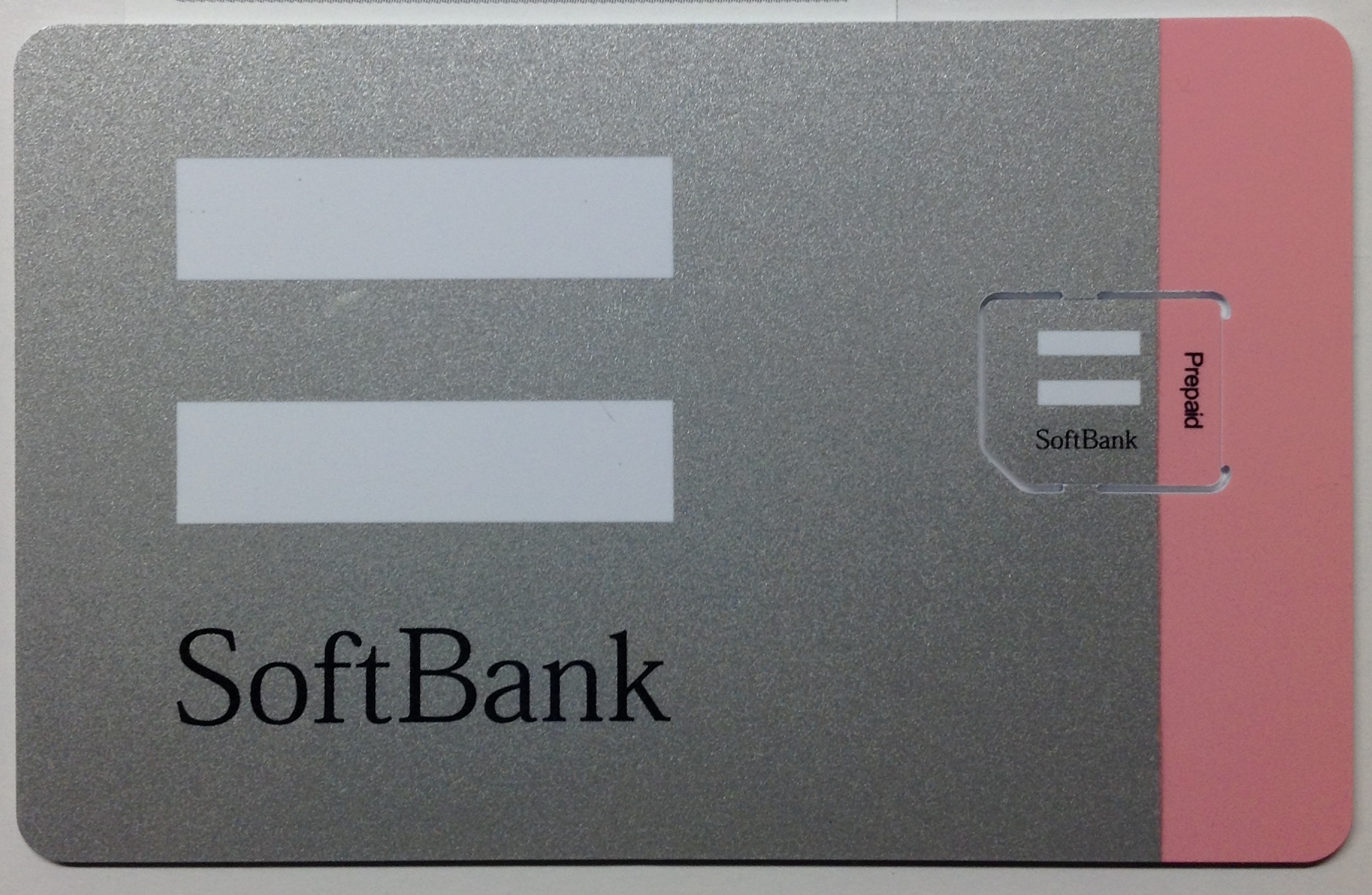
シンプルスタイル・スマートフォン用Micro USIMカード
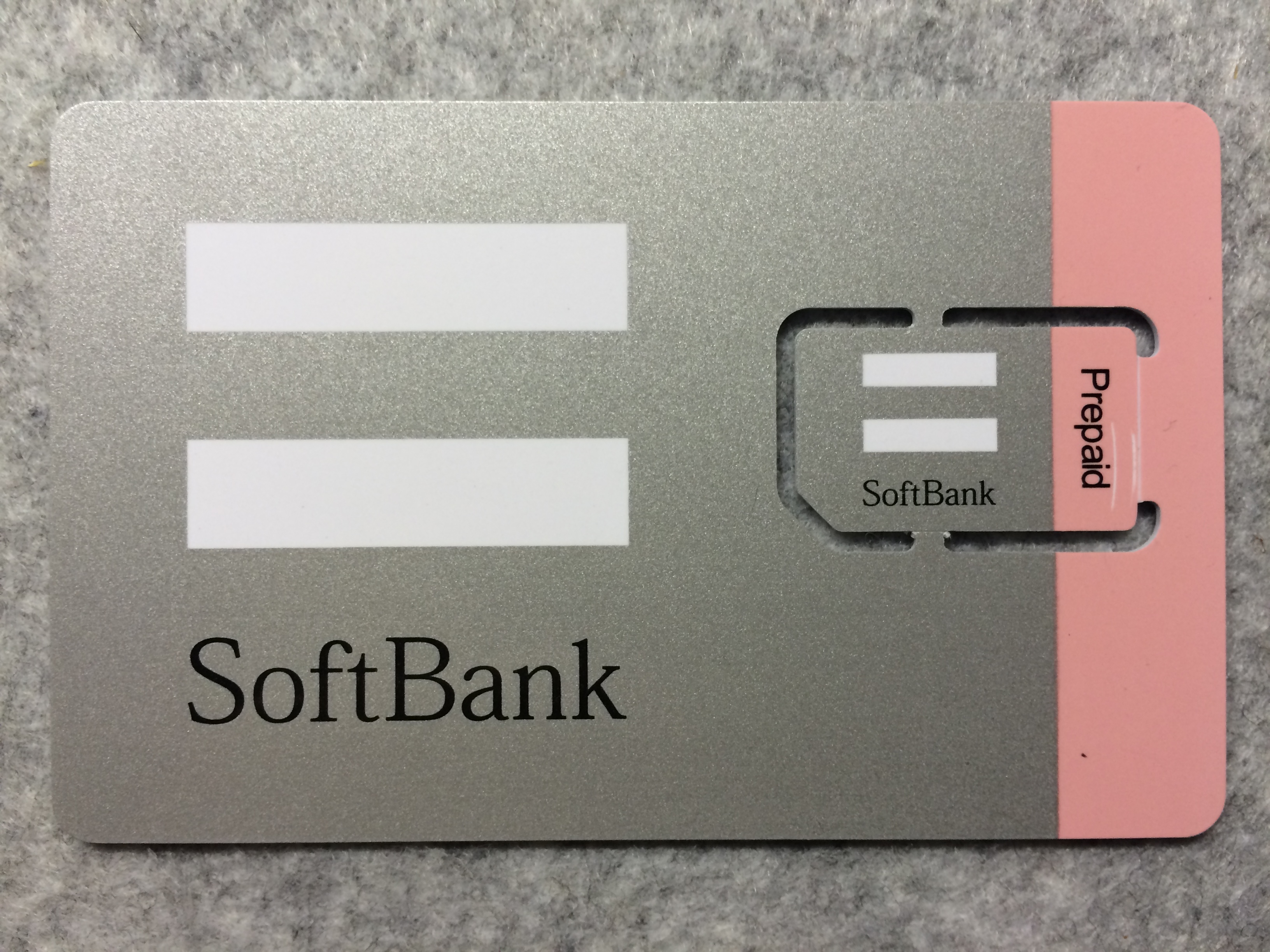
シンプルスタイル・スマートフォン用標準サイズUSIMカード